# FoRS - České fórum pro rozvojovou spolupráci
FoRS – České fórum pro rozvojovou spolupráci je platforma sdružující české nevládní neziskové organizace, akademické instituce a další subjekty zaměřené na zahraniční rozvojovou spolupráci, humanitární pomoc a globální rozvojové vzdělávání.
Vizí FoRS je svět, ve kterém existují podmínky pro důstojný život, jsou naplňována lidská práva a principy udržitelného rozvoje.
FoRS usiluje o zlepšení kvality a udržitelnost života lidí ve světě i v ČR a o zvyšování efektivnosti rozvojové spolupráce. FoRS prosazuje společné zájmy svých členských organizací, přispívá k rozvíjení odbornosti a k vytváření prostoru pro spolupráci.
Od založení FoRS v roce 2002 se členská a pozorovatelská základna rozrostla na téměř padesátku organizací v roce 2015. Archivováno 14. 4. 2016 na Wayback Machine.
Principy, ke kterým se FoRS hlásí:
- Znalost problematiky
- Transparentnost a odpovědnost
- Partnerství
- Respekt k lidským právům a rovnosti mezi muži a ženami
- Odpovědnost za dopady a jejich udržitelnost

## Co FoRS dělá
Zastupuje zájmy svých členů a pozorovatelů:
- Monitoruje klíčové procesy týkající se rozvojových a humanitárních témat na úrovni ČR a EU.
- Formuluje společná stanoviska k rozvojovým a humanitárním tématům.
- Je partnerem státní správy v rozvojové a humanitární problematice.
- Je součástí mezinárodních sítí, zástupci FoRS se účastní jejich činností.

Inovuje a vzdělává:
- Je zdrojem informací o rozvojové spolupráci a humanitární pomoci nejen pro členskou základnu.
- Zpracovává analýzy o rozvojové a humanitární problematice.
- Pořádá vzdělávací akce, odborné i politické diskuze pro široké spektrum zájemců.

Koordinuje a spolupracuje:
- Podporuje spolupráci a sdílení dobré praxe mezi svými členskými i pozorovatelskými organizacemi.
- Definuje společné standardy (např. Kodex efektivnosti FoRS) a motivuje k jejich dodržování.
- Spolupracuje s akademickým, soukromým i státním sektorem.
- Je členem řady sítí, v ČR například Česko proti chudobě či České klimatické koalice. Na evropské úrovni je pak členem evropské konfederace nevládních neziskových organizací pro humanitární pomoc a rozvoj CONCORD, sdružující prostřednictvím platforem na 2600 evropských rozvojových a humanitárních organizací.

## Co dělají členové a pozorovatelé FoRS
Členové a pozorovatelé FoRS působí v rámci zahraniční rozvojové spolupráce zejména v Africe, Asii, ale také na Balkáně a ve východní Evropě, a to v oblasti vzdělávání, zdravotnictví, podpory občanské společnosti, zemědělství, lidských práv, humanitární pomoci a v ČR zejména v oblasti globálního rozvojového vzdělávání a osvěty.

## Kde působí členové a pozorovatelé FoRS
Afghánistán, Angola, Bangladéš, Barma, Demokratická republika Kongo, Etiopie, Guinea, Gruzie, Haiti, Indie, Kambodža, Keňa, Kosovo, Moldavsko, Mongolsko, Somálsko, Srbsko, Sýrie, Ukrajina, Vietnam, Zambie a další.

## Členové FoRS
Aktuální seznam k dubnu 2016.
- ADRA
- Arnika
- ARPOK
- Burma Center Prague
- CARE Česká republika
- Centrum Dialog
- Česká evaluační společnost
- Česká zemědělská univerzita v Praze - Fakulta tropického zemědělství
- Člověk v tísni
- Diakonie ČCE - Středisko humanitární a rozvojové spolupráce
- EDUCON
- Ekumenická akademie Praha
- Fairtrade Česko a Slovensko
- Glopolis
- Charita Česká republika
- INEX - Sdružení dobrovolných aktivit
- MOST
- Multikulturní centrum Praha
- Nadační fond CCBC
- NaZemi
- Občanské sdružení Development Worldwide
- Salesiánská asociace Dona Boska
- Středisko ekologické výchovy a etiky Rýchory - SEVER
- ShineBean
- SIRIRI
- Společnost Podané ruce
- Světlo pro svět - Light for the World
- Univerzita Palackého v Olomouci
- Ústav mezinárodních vztahů
- Volonté Czech
- Vysoká škola ekonomická - Fakulta mezinárodních vztahů

## Pozorovatelé FoRS
Aktuální seznam k dubnu 2016.
- Alterra
- CARITAS - VOŠ sociální Olomouc
- Civitas per Populi
- Gender Studies
- IOM - International Organization for Migration
- Lékaři bez hranic
- Neslyšící s nadějí
- Partners Czech
- Pro-Contact
- Život 90